# Nadja Sabersky
Nadja Sabersky (* 1998) ist eine deutsche Schauspielerin.

## Leben
Nadja Sabersky sammelte von 2012 bis 2016 erste Schauspielerfahrungen mit dem Jugendclub des Münchner Gärtnerplatztheaters unter Nicole Claudia Weber und Susanne Schemschies. Anschließend spielte sie von 2017 bis 2019 unter Anja Sczilinski am Jungen Residenztheater München. An der Hochschule für Fernsehen und Film München (HFF) besuchte sie 2018 Workshops.
2018 war sie in der ARD-Serie Um Himmels Willen in der Folge Im falschen Körper als Lilly Breitner und in der ZDF-Serie SOKO Köln in der Folge Rocky als Sina Schmelter zu sehen. In der ARD-Heimatfilmreihe Daheim in den Bergen verkörpert sie seit 2018 an der Seite von Matthi Faust als Florian Leitner dessen Filmtochter Mila. In der ZDF-Fernsehfilmreihe Gipfelstürmer – Das Berginternat spielte sie in der Folge Flieg, Liv, flieg! (2019) die Weitspringerin Liv Sellmann, außerdem war sie 2019 im ARD-Fernsehfilm Play als Line zu sehen.
In der ARD-Krimireihe Ein Krimi aus Passau übernahm sie 2020 die Rolle der Mia Bader, die mit ihrer Adoptivmutter Frederike, einer Polizistin aus Berlin, dargestellt von Marie Leuenberger, unter neuer Identität und vom Zeugenschutz betreut ein neues Leben in Passau beginnt. 2024 wurde sie für die vierte Staffel der RTL-Serie Sisi verpflichtet.

## Filmografie (Auswahl)
- 2014: Gartenfeind (Kurzfilm)
- 2018: Um Himmels Willen – Im falschen Körper (Fernsehserie)
- 2018: SOKO Köln – Rocky (Fernsehserie)
- 2018–2024: Daheim in den Bergen (Fernsehreihe)
  - 2018: Schuld und Vergebung
  - 2018: Liebesreigen
  - 2019: Schwesternliebe
  - 2019: Liebesleid
  - 2020: Väter
  - 2020: Auf neuen Wegen
  - 2021: Brüder
  - 2021: Die Bienenkönigin
  - 2023: Die Zweitgeborenen
  - 2023: Alte Pfade – Neue Wege
  - 2024: Wunsch und Wirklichkeit
  - 2024: Schulter an Schulter
- 2019: Vera
- 2019: Gipfelstürmer – Das Berginternat – Flieg, Liv, flieg! (Fernsehserie)
- 2019: Hartwig Seeler – Gefährliche Erinnerung (Fernsehfilm)
- 2019: Play (Fernsehfilm)
- 2019: All I Never Wanted
- seit 2020: Ein Krimi aus Passau (Fernsehreihe)
  - 2020: Freund oder Feind
  - 2020: Die Donau ist tief
  - 2022: Zu jung zu sterben
  - 2022: Der Fluss ist sein Grab
  - 2024: Zeit zu beten
  - 2024: Gier nach Gold
  - 2025: Der Rote Wolf
- 2020: SOKO München: Auf der Walz (Fernsehserie)
- 2021: SOKO Hamburg: Fahrradflitzer (Fernsehserie)
- 2021: In aller Freundschaft – Die jungen Ärzte – Herzwissen (Fernsehserie)
- 2021: Geliefert (Fernsehfilm)
- 2023: Aufgestaut – Ava (Fernsehserie)
- 2024: Sisi (Fernsehserie)
- 2024: München Mord: Die indische Methode (Fernsehreihe)
- 2024: Tatort: Schau mich an